# Basketball Champions League 2023-2024
La Basketball Champions League 2023-2024 è l'8ª edizione della principale competizione europea per club di pallacanestro organizzata da FIBA Europe e si è svolta dal 24 settembre 2023 al 28 aprile 2024.

## Formato
Partecipano alla stagione regolare 32 squadre, 29 qualificate direttamente e altre tre provenienti dai turni preliminari disputati da 25 compagini. La partecipazione alla Champions League avviene tramite il piazzamento nei campionati nazionali della precedente stagione secondo il ranking stabilito dalla FIBA, in caso che una squadra che ne abbia diritto rinunci, il suo posto può essere occupato sia da una squadra della stessa nazione che da quella di un altro paese.
Ogni squadra deve schierare un minimo di cinque giocatori di formazione nazionale nel caso porti a referto più di dieci giocatori, in caso contrario almeno quattro.

## Partecipanti
Un totale di 54 squadre provenienti da 28 Paesi partecipano alla competizione.
- 1º, 2º, etc.: Posizione nel campionato nazionale
- BCL: Squadra vincitrice dell'edizione precedente
- WC: wild card

| Stagione regolare       | Stagione regolare         | Stagione regolare     | Stagione regolare      |
| ----------------------- | ------------------------- | --------------------- | ---------------------- |
| Karşıyaka (2º)          | AEK AteneWC (6º)          | Digione (5º)          | VEF Rīga (1º)          |
| Bursaspor (5º)          | Málaga (3º)               | Le Mans (6º)          | Rytas Vilnius (2º)     |
| DarüşşafakaWC (6º)      | Canarias Tenerife (6º)    | H. Gerusalemme (3º)   | W.M. Szczecin (1º)     |
| Tofaş BursaWC (7º)      | Murcia (9º)               | Hapoel Holon (4º)     | Opava (1º)             |
| GalatasarayWC (8º)      | Breogán (10º)             | Derthona Basket (3º)  | Falco Szombathely (1º) |
| Peristeri (3º)          | Telekom BonnBCL (2º)      | Dinamo Sassari (4º)   |                        |
| PAOK Salonicco (4º)     | R. Ludwigsburg (4º)       | Ostenda (1º)          |                        |
| PromitheasWC (5º)       | EWE Oldenburg (6º)        | Igokea (1º)           |                        |
| Turno di qualificazione |                           |                       |                        |
| Cholet (7º)             | Kalev/Cramo (1º)          | Jonava (4º)           | Patrioti Levice (1º)   |
| Strasburgo (8º)         | Kauhajoen Karhu (2º)      | Mornar Bar (3º)       | Obradoiro (11º)        |
| N.B. Brindisi (7º)      | TSU Tbilisi (1º)          | Heroes Den Bosch (3º) | Norrk. Dolphins (1°)   |
| Pall. Varese (13º)      | BG 74 Gottinga (7º)       | Legia Varsavia (4º)   | Fribourg Olympic (1º)  |
| Anversa Giants (2º)     | Caledonia Gladiators (4º) | Benfica (1º)          |                        |
| AEK Larnaca (1º)        | Ironi Nes Ziona (6º)      | CSM Oradea (2º)       |                        |
| Bakken Bears (1º)       | Peja (1º)                 | FMP Belgrado (2º)     |                        |

## Preliminari

### Sorteggio
Le 25 squadre partecipanti al primo turno di qualificazione sono state divise in sei fasce in base al loro punteggio ottenuto nelle precedenti edizioni di Basketball Champions League, mentre per le squadre alla prima apparizione è stato assegnato il punteggio ottenuto nel proprio campionato nazionale. I campioni nazionali sono stati inseriti nelle urne 1 e 2, mentre i club rimanenti nelle urne 3,4,5 e 6. Il turno consisteva in tre final eight con ogni match in gara secca. I concentramenti si sono svolti ad Antalya in Turchia, nella Antalya Sports Hall. Le tre vincitrici delle finali si son qualificate per la stagione regolare e si sono unite alle 29 squadre qualificate direttamente nel tabellone principale. Le sconfitte, a loro discrezione, hanno avuto accesso alla FIBA Europe Cup 2023-2024.
| Team            | P.ti |
| --------------- | ---- |
| Bakken Bears    | 24   |
| Benfica         | 18   |
| Kalev/Cramo     | 11   |
| Patrioti Levice | 4    |

| Team            | P.ti |
| --------------- | ---- |
| Norrk. Dolphins | 1    |
| AEK Larnaca     | 1    |
| Peja            | 1†   |
| TSU Tbilisi     | 0†   |

| Team           | P.ti |
| -------------- | ---- |
| Strasburgo     | 100  |
| N.B. Brindisi  | 35   |
| Cholet         | 11   |
| Legia Varsavia | 8    |

| Team             | P.ti |
| ---------------- | ---- |
| FMP Belgrado     | 4    |
| Heroes Den Bosch | 2    |
| Kauhajoen Karhu  | 2    |
| Mornar Bar       | 2    |

| Team            | P.ti    |
| --------------- | ------- |
| Obradoiro       | 102.25† |
| BG 74 Gottinga  | 67.75†  |
| Ironi Nes Ziona | 62†     |
| Pall. Varese    | 41.33†  |

| Team                             | P.ti   |
| -------------------------------- | ------ |
| CSM Oradea                       | 41†    |
| Jonava                           | 36.50† |
| Anversa Giants                   | 34.50† |
| Vincitrice del turno preliminare |        |

| Team                 | P.ti |
| -------------------- | ---- |
| Caledonia Gladiators | 3†   |
| Fribourg Olympic     | 7    |

Note
- †: indica i club senza punteggio internazionale, per questo viene assegnato quello del campionato nazionale

### Risultati

#### Pre-qualificazione
| Squadra 1        | Risultato | Squadra 2            |
| ---------------- | --------- | -------------------- |
| Fribourg Olympic | 57-51     | Caledonia Gladiators |

#### Gruppo A
|  | Primo turno     | Primo turno     | Primo turno     |                 |                 | Secondo turno   | Secondo turno | Secondo turno |  |  | Terzo turno | Terzo turno | Terzo turno |  |
|  |                 |                 |                 |                 |                 |                 |               |               |  |  |             |             |             |  |
|  | Bakken Bears    | Bakken Bears    | 103             |                 |                 |                 |               |               |  |  |             |             |             |  |
|  | Bakken Bears    | Bakken Bears    | 103             |                 |                 |                 |               |               |  |  |             |             |             |  |
|  | Peja            | Peja            | 79              |                 |                 |                 |               |               |  |  |             |             |             |  |
|  | Peja            | Peja            | 79              |                 | Bakken Bears    | Bakken Bears    | 68            |               |  |  |             |             |             |  |
|  |                 |                 |                 |                 | Bakken Bears    | Bakken Bears    | 68            |               |  |  |             |             |             |  |
|  |                 |                 | Norrk. Dolphins | Norrk. Dolphins | 78              |                 |               |               |  |  |             |             |             |  |
|  | Kalev/Cramo     | Kalev/Cramo     | Norrk. Dolphins | Norrk. Dolphins | 78              | 78              |               |               |  |  |             |             |             |  |
|  | Kalev/Cramo     | Kalev/Cramo     |                 |                 |                 |                 |               |               |  |  |             |             |             |  |
|  | Norrk. Dolphins | Norrk. Dolphins | 102             |                 |                 |                 |               |               |  |  |             |             |             |  |
|  | Norrk. Dolphins | Norrk. Dolphins | 102             |                 | Norrk. Dolphins | Norrk. Dolphins | 73            |               |  |  |             |             |             |  |
|  |                 |                 |                 |                 |                 |                 |               |               |  |  |             |             |             |  |
|  |                 |                 | Benfica         | Benfica         | 83              |                 |               |               |  |  |             |             |             |  |
|  | Benfica         | Benfica         | Benfica         | Benfica         | 83              | 122             |               |               |  |  |             |             |             |  |
|  | Benfica         | Benfica         |                 |                 |                 |                 |               |               |  |  |             |             |             |  |
|  | TSU Tbilisi     | TSU Tbilisi     | 62              |                 |                 |                 |               |               |  |  |             |             |             |  |
|  | TSU Tbilisi     | TSU Tbilisi     | 62              |                 | Benfica         | Benfica         | 87            |               |  |  |             |             |             |  |
|  |                 |                 |                 |                 | Benfica         | Benfica         | 87            |               |  |  |             |             |             |  |
|  |                 |                 | AEK Larnaca     | AEK Larnaca     | 59              |                 |               |               |  |  |             |             |             |  |
|  | Patrioti Levice | Patrioti Levice | AEK Larnaca     | AEK Larnaca     | 59              | 66              |               |               |  |  |             |             |             |  |
|  | Patrioti Levice | Patrioti Levice |                 |                 |                 |                 |               |               |  |  |             |             |             |  |
|  | AEK Larnaca     | AEK Larnaca     | 74              |                 |                 |                 |               |               |  |  |             |             |             |  |

#### Gruppo B
|  | Primo turno      | Primo turno      | Primo turno      |                  |               | Secondo turno | Secondo turno | Secondo turno |  |  | Terzo turno | Terzo turno | Terzo turno |  |
|  |                  |                  |                  |                  |               |               |               |               |  |  |             |             |             |  |
|  | Cholet           | Cholet           | 76               |                  |               |               |               |               |  |  |             |             |             |  |
|  | Cholet           | Cholet           | 76               |                  |               |               |               |               |  |  |             |             |             |  |
|  | Anversa Giants   | Anversa Giants   | 72               |                  |               |               |               |               |  |  |             |             |             |  |
|  | Anversa Giants   | Anversa Giants   | 72               |                  | Cholet        | Cholet        | 96            |               |  |  |             |             |             |  |
|  |                  |                  |                  |                  | Cholet        | Cholet        | 96            |               |  |  |             |             |             |  |
|  |                  |                  | Pall. Varese     | Pall. Varese     | 88            |               |               |               |  |  |             |             |             |  |
|  | FMP Belgrado     | FMP Belgrado     | Pall. Varese     | Pall. Varese     | 88            | 71            |               |               |  |  |             |             |             |  |
|  | FMP Belgrado     | FMP Belgrado     |                  |                  |               |               |               |               |  |  |             |             |             |  |
|  | Pall. Varese     | Pall. Varese     | 73               |                  |               |               |               |               |  |  |             |             |             |  |
|  | Pall. Varese     | Pall. Varese     | 73               |                  | Cholet        | Cholet        | 80            |               |  |  |             |             |             |  |
|  |                  |                  |                  |                  |               |               |               |               |  |  |             |             |             |  |
|  |                  |                  | N.B. Brindisi    | N.B. Brindisi    | 69            |               |               |               |  |  |             |             |             |  |
|  | N.B. Brindisi    | N.B. Brindisi    | N.B. Brindisi    | N.B. Brindisi    | 69            | 77            |               |               |  |  |             |             |             |  |
|  | N.B. Brindisi    | N.B. Brindisi    |                  |                  |               |               |               |               |  |  |             |             |             |  |
|  | CSM Oradea       | CSM Oradea       | 74               |                  |               |               |               |               |  |  |             |             |             |  |
|  | CSM Oradea       | CSM Oradea       | 74               |                  | N.B. Brindisi | N.B. Brindisi | 78            |               |  |  |             |             |             |  |
|  |                  |                  |                  |                  | N.B. Brindisi | N.B. Brindisi | 78            |               |  |  |             |             |             |  |
|  |                  |                  | Heroes Den Bosch | Heroes Den Bosch | 63            |               |               |               |  |  |             |             |             |  |
|  | Heroes Den Bosch | Heroes Den Bosch | Heroes Den Bosch | Heroes Den Bosch | 63            | 96            |               |               |  |  |             |             |             |  |
|  | Heroes Den Bosch | Heroes Den Bosch |                  |                  |               |               |               |               |  |  |             |             |             |  |
|  | BG 74 Gottinga   | BG 74 Gottinga   | 84               |                  |               |               |               |               |  |  |             |             |             |  |

#### Gruppo C
|  | Primo turno      | Primo turno      | Primo turno     |                 |                | Secondo turno  | Secondo turno | Secondo turno |  |  | Terzo turno | Terzo turno | Terzo turno |  |
|  |                  |                  |                 |                 |                |                |               |               |  |  |             |             |             |  |
|  | Strasburgo       | Strasburgo       | 83              |                 |                |                |               |               |  |  |             |             |             |  |
|  | Strasburgo       | Strasburgo       | 83              |                 |                |                |               |               |  |  |             |             |             |  |
|  | Jonava           | Jonava           | 78              |                 |                |                |               |               |  |  |             |             |             |  |
|  | Jonava           | Jonava           | 78              |                 | Strasburgo     | Strasburgo     | 79            |               |  |  |             |             |             |  |
|  |                  |                  |                 |                 | Strasburgo     | Strasburgo     | 79            |               |  |  |             |             |             |  |
|  |                  |                  | Ironi Nes Ziona | Ironi Nes Ziona | 74             |                |               |               |  |  |             |             |             |  |
|  | Kauhajoen Karhu  | Kauhajoen Karhu  | Ironi Nes Ziona | Ironi Nes Ziona | 74             | 56             |               |               |  |  |             |             |             |  |
|  | Kauhajoen Karhu  | Kauhajoen Karhu  |                 |                 |                |                |               |               |  |  |             |             |             |  |
|  | Ironi Nes Ziona  | Ironi Nes Ziona  | 92              |                 |                |                |               |               |  |  |             |             |             |  |
|  | Ironi Nes Ziona  | Ironi Nes Ziona  | 92              |                 | Strasburgo     | Strasburgo     | 82            |               |  |  |             |             |             |  |
|  |                  |                  |                 |                 |                |                |               |               |  |  |             |             |             |  |
|  |                  |                  | Obradoiro       | Obradoiro       | 78             |                |               |               |  |  |             |             |             |  |
|  | Legia Varsavia   | Legia Varsavia   | Obradoiro       | Obradoiro       | 78             | 70             |               |               |  |  |             |             |             |  |
|  | Legia Varsavia   | Legia Varsavia   |                 |                 |                |                |               |               |  |  |             |             |             |  |
|  | Fribourg Olympic | Fribourg Olympic | 59              |                 |                |                |               |               |  |  |             |             |             |  |
|  | Fribourg Olympic | Fribourg Olympic | 59              |                 | Legia Varsavia | Legia Varsavia | 66            |               |  |  |             |             |             |  |
|  |                  |                  |                 |                 | Legia Varsavia | Legia Varsavia | 66            |               |  |  |             |             |             |  |
|  |                  |                  | Obradoiro       | Obradoiro       | 74             |                |               |               |  |  |             |             |             |  |
|  | Mornar Bar       | Mornar Bar       | Obradoiro       | Obradoiro       | 74             | 56             |               |               |  |  |             |             |             |  |
|  | Mornar Bar       | Mornar Bar       |                 |                 |                |                |               |               |  |  |             |             |             |  |
|  | Obradoiro        | Obradoiro        | 90              |                 |                |                |               |               |  |  |             |             |             |  |

## Fase a gironi
Un totale di 32 squadre giocano la fase a gironi: 29 squadre con accesso diretto ad essa e le tre vincitrici dei turni di qualificazione.
Le 32 squadre sono divise in otto gruppi da quattro, con la restrizione che le squadre dello stesso paese non possono finire nello stesso girone. In ciascun gruppo, le squadre si sfidano con match di andata e ritorno in un girone all'italiana. Le migliori squadre di ogni gruppo accedono alla Top 16, mentre le seconde e terze classifiche prendono parte ai play-ins.

### Sorteggio
| Team              | P.ti |
| ----------------- | ---- |
| Canarias Tenerife | 135  |
| Hapoel Holon      | 98   |
| H. Gerusalemme    | 78   |
| Málaga            | 75   |
| Karşıyaka         | 71   |
| Tofaş Bursa       | 69   |
| AEK Atene         | 67   |
| Digione           | 65   |

| Team              | P.ti |
| ----------------- | ---- |
| R. Ludwigsburg    | 64   |
| Rytas Vilnius     | 62   |
| Galatasaray       | 61   |
| Telekom Bonn      | 56   |
| Igokea            | 56   |
| Falco Szombathely | 52   |
| Darüşşafaka       | 52   |
| Ostenda           | 49   |

| Team           | P.ti   |
| -------------- | ------ |
| Dinamo Sassari | 40     |
| VEF Rīga       | 38     |
| Murcia         | 33     |
| Peristeri      | 30     |
| PAOK Salonicco | 26     |
| EWE Oldenburg  | 8      |
| Bursaspor      | 63.60† |
| Promitheas     | 44.25† |

| Team                      | P.ti   |
| ------------------------- | ------ |
| Opava                     | 4      |
| Le Mans                   | 2      |
| Breogán                   | 1      |
| Derthona Basket           | 41.33† |
| W.M. Szczecin             | 19.00† |
| Benfica (Vincitore QR)    |        |
| Cholet (Vincitore QR)     |        |
| Strasburgo (Vincitore QR) |        |

Note
- †: indica i club senza punteggio internazionale, per questo viene assegnato quello del campionato nazionale

### Risultati e classifiche

#### Gruppo A
| Pos | Squadra           | G | V | P | PF  | PS  | DP  | Pt | Qualificazione          |  | MAL   | LMS   | PER   | FAL   |
| --- | ----------------- | - | - | - | --- | --- | --- | -- | ----------------------- |  | ----- | ----- | ----- | ----- |
| 1   | Málaga            | 6 | 4 | 2 | 490 | 442 | +48 | 10 | Qualificate alla Top 16 |  | —     | 83–74 | 81–64 | 88–65 |
| 2   | Le Mans           | 6 | 3 | 3 | 477 | 463 | +14 | 9  | Qualificate ai play-in  |  | 85–78 | —     | 96–68 | 63–81 |
| 3   | Peristeri         | 6 | 3 | 3 | 463 | 493 | −30 | 9  | Qualificate ai play-in  |  | 76–73 | 78–86 | —     | 87–70 |
| 4   | Falco Szombathely | 6 | 2 | 4 | 456 | 488 | −32 | 8  |                         |  | 78–87 | 75–73 | 87–90 | —     |

#### Gruppo B
| Pos | Squadra       | G | V | P | PF  | PS  | DP   | Pt | Qualificazione          |  | DIG    | RYT   | PRO    | OPA    |
| --- | ------------- | - | - | - | --- | --- | ---- | -- | ----------------------- |  | ------ | ----- | ------ | ------ |
| 1   | Digione       | 6 | 5 | 1 | 526 | 441 | +85  | 11 | Qualificate alla Top 16 |  | —      | 87–73 | 88–80  | 99–64  |
| 2   | Rytas Vilnius | 6 | 4 | 2 | 509 | 455 | +54  | 10 | Qualificate ai play-in  |  | 79–77  | —     | 77–75  | 99–63  |
| 3   | Promitheas    | 6 | 3 | 3 | 516 | 475 | +41  | 9  | Qualificate ai play-in  |  | 68–71  | 78–76 | —      | 115–66 |
| 4   | Opava         | 6 | 0 | 6 | 432 | 612 | −180 | 6  |                         |  | 67–104 | 75–95 | 97–100 | —      |

#### Gruppo C
| Pos | Squadra     | G | V | P | PF  | PS  | DP  | Pt | Qualificazione          |  | TEN   | CHO   | DAR   | VEF   |
| --- | ----------- | - | - | - | --- | --- | --- | -- | ----------------------- |  | ----- | ----- | ----- | ----- |
| 1   | Tenerife    | 6 | 4 | 2 | 490 | 443 | +47 | 10 | Qualificate alla Top 16 |  | —     | 95–75 | 72–63 | 76–55 |
| 2   | Cholet      | 6 | 3 | 3 | 485 | 495 | −10 | 9  | Qualificate ai play-in  |  | 85–91 | —     | 97–86 | 74–73 |
| 3   | Darüşşafaka | 6 | 3 | 3 | 488 | 500 | −12 | 9  | Qualificate ai play-in  |  | 88–84 | 80–91 | —     | 87–81 |
| 4   | VEF Rīga    | 6 | 2 | 4 | 431 | 456 | −25 | 8  |                         |  | 77–72 | 70–63 | 75–84 | —     |

#### Gruppo D
| Pos | Squadra        | G | V | P | PF  | PS  | DP  | Pt | Qualificazione          |  | AEK   | LUD   | SAS    | SZC   |
| --- | -------------- | - | - | - | --- | --- | --- | -- | ----------------------- |  | ----- | ----- | ------ | ----- |
| 1   | AEK Atene      | 6 | 5 | 1 | 528 | 461 | +67 | 11 | Qualificate alla Top 16 |  | —     | 84–79 | 110–79 | 86–64 |
| 2   | R. Ludwigsburg | 6 | 3 | 3 | 480 | 490 | −10 | 9  | Qualificate ai play-in  |  | 83–79 | —     | 79–89  | 82–78 |
| 3   | Dinamo Sassari | 6 | 2 | 4 | 509 | 543 | −34 | 8  | Qualificate ai play-in  |  | 79–83 | 80–97 | —      | 97–81 |
| 4   | W.M. Szczecin  | 6 | 2 | 4 | 473 | 496 | −23 | 8  |                         |  | 77–86 | 80–60 | 93–85  | —     |

#### Gruppo E
| Pos | Squadra       | G | V | P | PF  | PS  | DP  | Pt | Qualificazione          |  | SIG   | KAR   | OST   | OLD   |
| --- | ------------- | - | - | - | --- | --- | --- | -- | ----------------------- |  | ----- | ----- | ----- | ----- |
| 1   | Strasburgo    | 6 | 4 | 2 | 487 | 467 | +20 | 10 | Qualificate alla Top 16 |  | —     | 80–65 | 81–68 | 85–77 |
| 2   | Karşıyaka     | 6 | 3 | 3 | 495 | 487 | +8  | 9  | Qualificate ai play-in  |  | 87–72 | —     | 94–77 | 85–83 |
| 3   | Ostenda       | 6 | 3 | 3 | 462 | 499 | −37 | 9  | Qualificate ai play-in  |  | 87–84 | 78–76 | —     | 88–83 |
| 4   | EWE Oldenburg | 6 | 2 | 4 | 504 | 495 | +9  | 8  |                         |  | 83–85 | 97–88 | 81–64 | —     |

#### Gruppo F
| Pos | Squadra      | G | V | P | PF  | PS  | DP  | Pt | Qualificazione          |  | BON   | HOL   | BRE   | BUR   |
| --- | ------------ | - | - | - | --- | --- | --- | -- | ----------------------- |  | ----- | ----- | ----- | ----- |
| 1   | Telekom Bonn | 6 | 3 | 3 | 497 | 473 | +24 | 9  | Qualificate alla Top 16 |  | —     | 74–75 | 86–71 | 82–92 |
| 2   | Hapoel Holon | 6 | 3 | 3 | 463 | 456 | +7  | 9  | Qualificate ai play-in  |  | 65–72 | —     | 84–79 | 74–75 |
| 3   | Breogán      | 6 | 3 | 3 | 462 | 459 | +3  | 9  | Qualificate ai play-in  |  | 97–92 | 82–72 | —     | 68–48 |
| 4   | Bursaspor    | 6 | 3 | 3 | 439 | 473 | −34 | 9  |                         |  | 73–91 | 74–93 | 77–65 | —     |

#### Gruppo G
| Pos | Squadra        | G | V | P | PF  | PS  | DP  | Pt | Qualificazione          |  | GER   | PAO   | GAL   | BEN   |
| --- | -------------- | - | - | - | --- | --- | --- | -- | ----------------------- |  | ----- | ----- | ----- | ----- |
| 1   | H. Gerusalemme | 6 | 5 | 1 | 513 | 440 | +73 | 11 | Qualificate alla Top 16 |  | —     | 71–61 | 99–96 | 97–68 |
| 2   | PAOK Salonicco | 6 | 3 | 3 | 455 | 478 | −23 | 9  | Qualificate ai play-in  |  | 79–77 | —     | 79–85 | 76–74 |
| 3   | Galatasaray    | 6 | 3 | 3 | 513 | 492 | +21 | 9  | Qualificate ai play-in  |  | 70–85 | 77–88 | —     | 98–78 |
| 4   | Benfica        | 6 | 1 | 5 | 443 | 514 | −71 | 7  |                         |  | 66–84 | 94–72 | 63–87 | —     |

#### Gruppo H
| Pos | Squadra         | G | V | P | PF  | PS  | DP  | Pt | Qualificazione          |  | UCM   | DER   | TOF     | IGO   |
| --- | --------------- | - | - | - | --- | --- | --- | -- | ----------------------- |  | ----- | ----- | ------- | ----- |
| 1   | Murcia          | 6 | 5 | 1 | 517 | 427 | +90 | 11 | Qualificate alla Top 16 |  | —     | 87–75 | 115–89  | 72–47 |
| 2   | Derthona Basket | 6 | 5 | 1 | 500 | 484 | +16 | 11 | Qualificate ai play-in  |  | 78–74 | —     | 91–85   | 91–84 |
| 3   | Tofaş Bursa     | 6 | 2 | 4 | 532 | 551 | −19 | 8  | Qualificate ai play-in  |  | 75–90 | 80–88 | —       | 99–65 |
| 4   | Igokea          | 6 | 0 | 6 | 435 | 522 | −87 | 6  |                         |  | 63–79 | 74–77 | 102–104 | —     |

## Play-in
I play-in si svolgono dal 2 al 17 gennaio 2024. Partecipano ai Play-in i club che si sono classificati al secondo e al terzo posto nei rispettivi gruppi della fase a gironi della Basketball Champions League. I vincitori si qualificano per la Top 16. L'andata si è giocata il 2-3 gennaio, il ritorno il 9-10 gennaio. L'eventuale terza gara si è giocata il 16-17 gennaio.
| Squadra 1                     | Totale | Squadra 2                      | Gara 1 | Gara 2 | Gara 3 |
| ----------------------------- | ------ | ------------------------------ | ------ | ------ | ------ |
| (A2) Le Mans Sarthe Basket    | 0-2    | Promitheas Patras (B3)         | 68-78  | 78-91  | –      |
| (B2) Rytas Vilnius            | 0-2    | Peristeri bwin (A3)            | 92-110 | 80-83  | –      |
| (C2) Cholet Basket            | 2-1    | Banco di Sardegna Sassari (D3) | 72-93  | 95–91  | 93—77  |
| (D2) MHP Riesen Ludwigsburg   | 2-1    | Darüşşafaka Lassa (C3)         | 82-63  | 72-83  | 99—73  |
| (E2) Pınar Karşıyaka          | 2-1    | Río Breogán (F3)               | 89–85  | 73–80  | 86-76  |
| (F2) Hapoel Holon             | 2-1    | Filou Oostende (E3)            | 80-70  | 61–71  | 78—72  |
| (G2) PAOK mateco              | 1-2    | Tofaş Bursa (H3)               | 63-95  | 88–87  | 71-84  |
| (H2) Bertram Derthona Tortona | 0-2    | Galatasaray Ekmas (G3)         | 70–71  | 89–95  | –      |

## Top 16
Le Top 16 si svolgeranno dal 24 gennaio al 22 marzo 2024 e comprende le otto vincitrici dei gironi della stagione regolare e le otto vincitrici dei play-in. Le 16 squadre sono divise in 4 gironi da 4. Le prime due di ogni girone si qualificano per i quarti di finale.

### Gruppo I
| Pos | Squadra     | G | V | P | PF  | PS  | DP  | Pt | Qualificazione                  |       | MAL   | TOF   | SIG   | CHO   |
| --- | ----------- | - | - | - | --- | --- | --- | -- | ------------------------------- | ----- | ----- | ----- | ----- | ----- |
| 1   | Málaga      | 6 | 6 | 0 | 510 | 422 | +88 | 12 | Qualificate ai quarti di finale |       | —     | 89–70 | 91–62 | 85–70 |
| 2   | Tofaş Bursa | 6 | 2 | 4 | 462 | 466 | −4  | 8  | Qualificate ai quarti di finale |       | 76–80 | —     | 93–71 | 84–71 |
| 3   | Strasburgo  | 6 | 2 | 4 | 470 | 510 | −40 | 8  |                                 |       | 70–79 | 78–65 | —     | 96–84 |
| 4   | Cholet      | 6 | 2 | 4 | 474 | 518 | −44 | 8  |                                 | 74–86 | 77–74 | 98–93 | —     |       |

### Gruppo J
| Pos | Squadra        | G | V | P | PF  | PS  | DP  | Pt | Qualificazione                  |       | BON   | LUD   | DIG   | GAL    |
| --- | -------------- | - | - | - | --- | --- | --- | -- | ------------------------------- | ----- | ----- | ----- | ----- | ------ |
| 1   | Telekom Bonn   | 6 | 5 | 1 | 500 | 466 | +34 | 11 | Qualificate ai quarti di finale |       | —     | 80–75 | 89–74 | 89–76  |
| 2   | R. Ludwigsburg | 6 | 3 | 3 | 507 | 479 | +28 | 9  | Qualificate ai quarti di finale |       | 81–85 | —     | 71–59 | 100–80 |
| 3   | Digione        | 6 | 2 | 4 | 458 | 490 | −32 | 8  |                                 |       | 62–72 | 82–89 | —     | 85–76  |
| 4   | Galatasaray    | 6 | 2 | 4 | 516 | 546 | −30 | 8  |                                 | 95–85 | 93–91 | 93–96 | —     |        |

### Gruppo K
| Pos | Squadra        | G | V | P | PF  | PS  | DP  | Pt | Qualificazione                  |        | TEN   | PER   | GER   | KAR   |
| --- | -------------- | - | - | - | --- | --- | --- | -- | ------------------------------- | ------ | ----- | ----- | ----- | ----- |
| 1   | Tenerife       | 6 | 4 | 2 | 521 | 511 | +10 | 10 | Qualificate ai quarti di finale |        | —     | 89–68 | 95–92 | 88–79 |
| 2   | Peristeri      | 6 | 3 | 3 | 473 | 475 | −2  | 9  | Qualificate ai quarti di finale |        | 90–82 | —     | 75–77 | 76–63 |
| 3   | H. Gerusalemme | 6 | 3 | 3 | 485 | 479 | +6  | 9  |                                 |        | 85–61 | 61–76 | —     | 83–74 |
| 4   | Karşıyaka      | 6 | 2 | 4 | 514 | 528 | −14 | 8  |                                 | 97–106 | 93–88 | 98–87 | —     |       |

### Gruppo L
| Pos | Squadra      | G | V | P | PF  | PS  | DP  | Pt | Qualificazione                  |       | UCM   | PRO     | HOL   | AEK    |
| --- | ------------ | - | - | - | --- | --- | --- | -- | ------------------------------- | ----- | ----- | ------- | ----- | ------ |
| 1   | Murcia       | 6 | 4 | 2 | 490 | 453 | +37 | 10 | Qualificate ai quarti di finale |       | —     | 90–81   | 78–61 | 100–89 |
| 2   | Promitheas   | 6 | 4 | 2 | 485 | 472 | +13 | 10 | Qualificate ai quarti di finale |       | 79–78 | —       | 92–93 | 80–79  |
| 3   | Hapoel Holon | 6 | 4 | 2 | 474 | 480 | −6  | 10 |                                 |       | 64–60 | 65–74   | —     | 79–68  |
| 4   | AEK Atene    | 6 | 0 | 6 | 490 | 534 | −44 | 6  |                                 | 79–84 | 67–79 | 108–112 | —     |        |

## Play-offs
|  | Quarti di finale  | Quarti di finale  | Quarti di finale | Quarti di finale | Quarti di finale |  |  | Semifinali        | Semifinali        | Semifinali |        |    | Finale            | Finale            | Finale          |  |
|  |                   |                   |                  |                  |                  |  |  |                   |                   |            |        |    |                   |                   |                 |  |
|  | Canarias Tenerife | Canarias Tenerife | 83               | 81               | 78               |  |  |                   |                   |            |        |    |                   |                   |                 |  |
|  | Tofaş Bursa       | Tofaş Bursa       | 77               | 90               | 55               |  |  | Canarias Tenerife | Canarias Tenerife | 97         |        |    |                   |                   |                 |  |
|  | Telekom Bonn      | Telekom Bonn      | 89               | 62               | 77               |  |  | Peristeri         | Peristeri         | 93         |        |    |                   |                   |                 |  |
|  | Peristeri         | Peristeri         | 78               | 90               | 89               |  |  |                   |                   |            |        |    | Canarias Tenerife | Canarias Tenerife | 75              |  |
|  | Murcia            | Murcia            | Murcia           | 98               | 85               |  |  |                   |                   | Málaga     | Málaga | 80 |                   |                   |                 |  |
|  | R. Ludwigsburg    | R. Ludwigsburg    | R. Ludwigsburg   | 72               | 72               |  |  | Murcia            | Murcia            | 74         |        |    |                   |                   |                 |  |
|  | Málaga            | Málaga            | Málaga           | 67               | 90               |  |  | Málaga            | Málaga            | 80         |        |    |                   |                   |                 |  |
|  | Promitheas        | Promitheas        | Promitheas       | 54               | 83               |  |  |                   |                   |            |        |    | Finale 3º posto   | Finale 3º posto   | Finale 3º posto |  |
|  |                   |                   |                  |                  |                  |  |  |                   |                   |            |        |    |                   |                   |                 |  |
|  |                   |                   |                  |                  |                  |  |  |                   |                   |            |        |    | Peristeri         | Peristeri         | 84              |  |
|  |                   |                   |                  |                  |                  |  |  |                   |                   |            |        |    | Murcia            | Murcia            | 87              |  |

### Finali

#### Finale 3º/4º posto
| Arbitri: | Martins Kozlovskis Gatis Saliņš Kerem Baki |

|                   |            |             |
| Ragland 24        | Punti      | 22 Håkanson |
| Ragland 8         | Assist     | 4 Caupain   |
| Renfro 6          | Rimbalzi   | 5 Sleva     |
| Vasilīs Spanoulīs | Allenatori | Sito Alonso |

| Quintetto titolare | Quintetto titolare | Quintetto titolare   | Pt | Rim | Ass |
| ------------------ | ------------------ | -------------------- | -- | --- | --- |
| PG                 | 0                  | Elijah Mitrou-Long   | 6  | 1   | 2   |
| P                  | 1                  | Joe Ragland          | 24 | 5   | 8   |
| AP                 | 2                  | Nemanja Dangubić     | 2  | 3   | 0   |
| AG                 | 14                 | Leōnidas Kaselakīs   | 2  | 2   | 0   |
| C                  | 32                 | Trevor Thompson      | 8  | 2   | 1   |
| Panchina:          |                    |                      |    |     |     |
| P                  | 4                  | Vasilīs Xanthopoulos | 0  | 0   | 0   |
| P                  | 6                  | Jermaine Love        | 4  | 2   | 1   |
| G                  | 11                 | Stelios Poulianitīs  | 5  | 0   | 2   |
| C                  | 15                 | Nate Renfro          | 12 | 6   | 1   |
| G                  | 24                 | Kenny Williams       | 18 | 3   | 1   |
| AG                 | 33                 | Nikos Chougkaz       | 3  | 3   | 0   |
| C                  | 35                 | Vaggelīs Zougrīs     | 0  | 0   | 0   |
| Allenatore:        |                    |                      |    |     |     |
| Vasilīs Spanoulīs  |                    |                      |    |     |     |

| Peristeri bwin |  | UCAM Murcia |

| Peristeri     | Statistiche        | Murcia        |
| ------------- | ------------------ | ------------- |
|               | Statistiche        |               |
| 32/45 (71.1%) | Tiro da 2          | 17/35 (48.6%) |
| 3/15 (20.0%)  | Tiro da 3          | 10/26 (38.5%) |
| 11/15 (73.3%) | Tiri liberi        | 23/29 (79.3%) |
| 9             | Rimbalzi offensivi | 13            |
| 25            | Rimbalzi difensivi | 17            |
| 34            | Rimbalzi totali    | 30            |
| 16            | Assist             | 14            |
| 15            | Palle perse        | 12            |
| 5             | Palle rubate       | 6             |
| 4             | Stoppate           | 2             |
| 31            | Falli              | 22            |

| Quintetto titolare | Quintetto titolare | Quintetto titolare | Pt   | Rim  | Ass  |
| ------------------ | ------------------ | ------------------ | ---- | ---- | ---- |
| AP                 | 00                 | Rodions Kurucs     | 4    | 4    | 1    |
| AG                 | 14                 | Dustin Sleva       | 12   | 5    | 2    |
| C                  | 19                 | Marko Todorović    | 8    | 2    | 1    |
| P                  | 22                 | Ludvig Håkanson    | 22   | 2    | 0    |
| G                  | 31                 | Dylan Ennis        | 9    | 1    | 3    |
| Panchina:          |                    |                    |      |      |      |
| AP                 | 8                  | Howard Sant-Roos   | 4    | 2    | 0    |
| P                  | 10                 | Troy Caupain       | 11   | 1    | 4    |
| AG                 | 11                 | Nemanja Radović    | 9    | 3    | 2    |
| P                  | 12                 | Jonah Radebaugh    | 8    | 1    | 0    |
| C                  | 21                 | Moussa Diagne      | 0    | 3    | 1    |
| G                  | 25                 | David Jelínek      | n.e. | n.e. | n.e. |
| PG                 | 47                 | Artūrs Kurucs      | n.e. | n.e. | n.e. |
| Allenatore:        |                    |                    |      |      |      |
| Sito Alonso        |                    |                    |      |      |      |

#### Finale
| Arbitri: | Yohan Rosso Manuel Mazzoni Wojciech Liszka |

|                |            |              |
| Guy 18         | Punti      | 17 Perry     |
| Huertas 9      | Assist     | 5 Díaz       |
| Abromaitis 7   | Rimbalzi   | 5 Kravish    |
| Txus Vidorreta | Allenatori | Ibon Navarro |

| Quintetto titolare | Quintetto titolare | Quintetto titolare | Pt   | Rim  | Ass  |
| ------------------ | ------------------ | ------------------ | ---- | ---- | ---- |
| P                  | 9                  | Marcelinho Huertas | 14   | 5    | 9    |
| G                  | 11                 | Kyle Guy           | 18   | 6    | 4    |
| AG                 | 21                 | Tim Abromaitis     | 5    | 7    | 0    |
| AP                 | 23                 | Elgin Cook         | 0    | 3    | 0    |
| C                  | 35                 | Fran Guerra        | 5    | 1    | 0    |
| Panchina:          |                    |                    |      |      |      |
| AG                 | 00                 | Edgar Vicedo       | 3    | 1    | 0    |
| P                  | 6                  | Bruno Fitipaldo    | 8    | 0    | 3    |
| G                  | 10                 | Sasu Salin         | 3    | 0    | 0    |
| C                  | 12                 | Ilimane Diop       | n.e. | n.e. | n.e. |
| AP                 | 15                 | Joan Sastre        | 3    | 1    | 0    |
| C                  | 19                 | Giorgi Shermadini  | 16   | 6    | 2    |
| G                  | 25                 | Álex López         | n.e. | n.e. | n.e. |
| Allenatore:        |                    |                    |      |      |      |
| Txus Vidorreta     |                    |                    |      |      |      |

| Lenovo Tenerife |  | Unicaja Malaga |

| Tenerife      | Statistiche        | Malaga        |
| ------------- | ------------------ | ------------- |
|               | Statistiche        |               |
| 15/23 (65.2%) | Tiro da 2          | 13/28 (46.4%) |
| 8/25 (32.0%)  | Tiro da 3          | 14/35 (40.0%) |
| 21/27 (77.8%) | Tiri liberi        | 12/15 (80.0%) |
| 7             | Rimbalzi offensivi | 8             |
| 27            | Rimbalzi difensivi | 19            |
| 34            | Rimbalzi totali    | 27            |
| 18            | Assist             | 18            |
| 19            | Palle perse        | 11            |
| 3             | Palle rubate       | 13            |
| 2             | Stoppate           | 0             |
| 20            | Falli              | 25            |

| Quintetto titolare | Quintetto titolare | Quintetto titolare | Pt | Rim | Ass |
| ------------------ | ------------------ | ------------------ | -- | --- | --- |
| AG                 | 1                  | Dylan Osetkowski   | 6  | 4   | 3   |
| AP                 | 7                  | Jonathan Barreiro  | 5  | 1   | 0   |
| P                  | 9                  | Alberto Díaz       | 5  | 1   | 5   |
| G                  | 11                 | Tyson Carter       | 11 | 0   | 2   |
| C                  | 77                 | Yankuba Sima       | 2  | 2   | 0   |
| Panchina:          |                    |                    |    |     |     |
| G                  | 4                  | Tyler Kalinoski    | 8  | 1   | 1   |
| G                  | 6                  | Kameron Taylor     | 0  | 3   | 3   |
| AP                 | 14                 | Nihad Đedović      | 14 | 2   | 0   |
| C                  | 23                 | Augusto Lima       | 0  | 0   | 0   |
| AG                 | 34                 | Will Thomas        | 4  | 2   | 0   |
| C                  | 45                 | David Kravish      | 8  | 5   | 3   |
| P                  | 55                 | Kendrick Perry     | 17 | 2   | 1   |
| Allenatore:        |                    |                    |    |     |     |
| Ibon Navarro       |                    |                    |    |     |     |

## Premi

### MVP del mese
| Mese     | Giocatore      | Squadra             | Ref. |
| 2023     | 2023           | 2023                | 2023 |
| -------- | -------------- | ------------------- | ---- |
| Ottobre  | Vernon Carey   | Pınar Karşıyaka     |      |
| Novembre | Justin Tillman | AEK Atene           |      |
| Dicembre | Levi Randolph  | Hapoel Gerusalemme  |      |
| 2024     |                |                     |      |
| Gennaio  | Hunter Hale    | Promitheas Patrasso |      |
| Marzo    | Joe Ragland    | Peristeri           |      |

### Quintetti ideali
- Basketball Champions League Star Lineup:
  -  Joe Ragland (  Peristeri )
  -  Marcelinho Huertas (  Canarias Tenerife )
  -  Kendrick Perry (  Málaga )
  -  David Kravish (  Málaga )
  -  Austin Wiley (  Tofaş Bursa )
- Basketball Champions League Second Best Team:
  -  Dylan Ennis (  Murcia )
  -  Hunter Hale (  Promitheas )
  -  Levi Randolph (  H. Gerusalemme )
  -  Dylan Osetkowski (  Málaga )
  -  Vernon Carei (  Karşıyaka )

### Riconoscimenti individuali
- Basketball Champions League MVP:  Marcelinho Huertas,  Canarias Tenerife
- Basketball Champions League Final Four MVP:  Kendrick Perry,  Málaga
- Basketball Champions League Best Defensive Player:  Howard Sant-Roos,  Murcia
- Basketball Champions League Best Young Player:  Tidjane Salaün,  Cholet
- Basketball Champions League Best Coach:  Vasilīs Spanoulīs,  Peristeri